# Лю Ян (веслувальниця)
Лю Ян (кит.: 吕扬; нар. 26 листопада 1993) — китайська веслувальниця, олімпійська чемпіонка 2020 року, дворазова чемпіонка світу.

## Виступи на Олімпіадах
| Олімпіада           | Дисципліна     | Місце |
| ------------------- | -------------- | ----- |
| Ріо-де-Жанейро 2016 | парні двійки   | 11    |
| Токіо 2020          | парні четвірки | 1     |
| Париж 2024          | парні четвірки | 6     |

## Зовнішні посилання
- Лю Ян — олімпійська статистика на сайті Sports-Reference.com (англ.) (архівна версія)
- Лю Ян [Архівовано 23 липня 2021 у Wayback Machine.] на сайті FISA.